# والتر پیکو
والتر پیکو (انگلیسی: Walter Pico؛ زادهٔ ۱۸ مارس ۱۹۶۹) بازیکن فوتبال اهل آرژانتین است.
از باشگاه‌هایی که در آن بازی کرده‌است می‌توان به باشگاه فوتبال ولز سارسفیلد اشاره کرد.